# Vocabulaire de la spéléologie

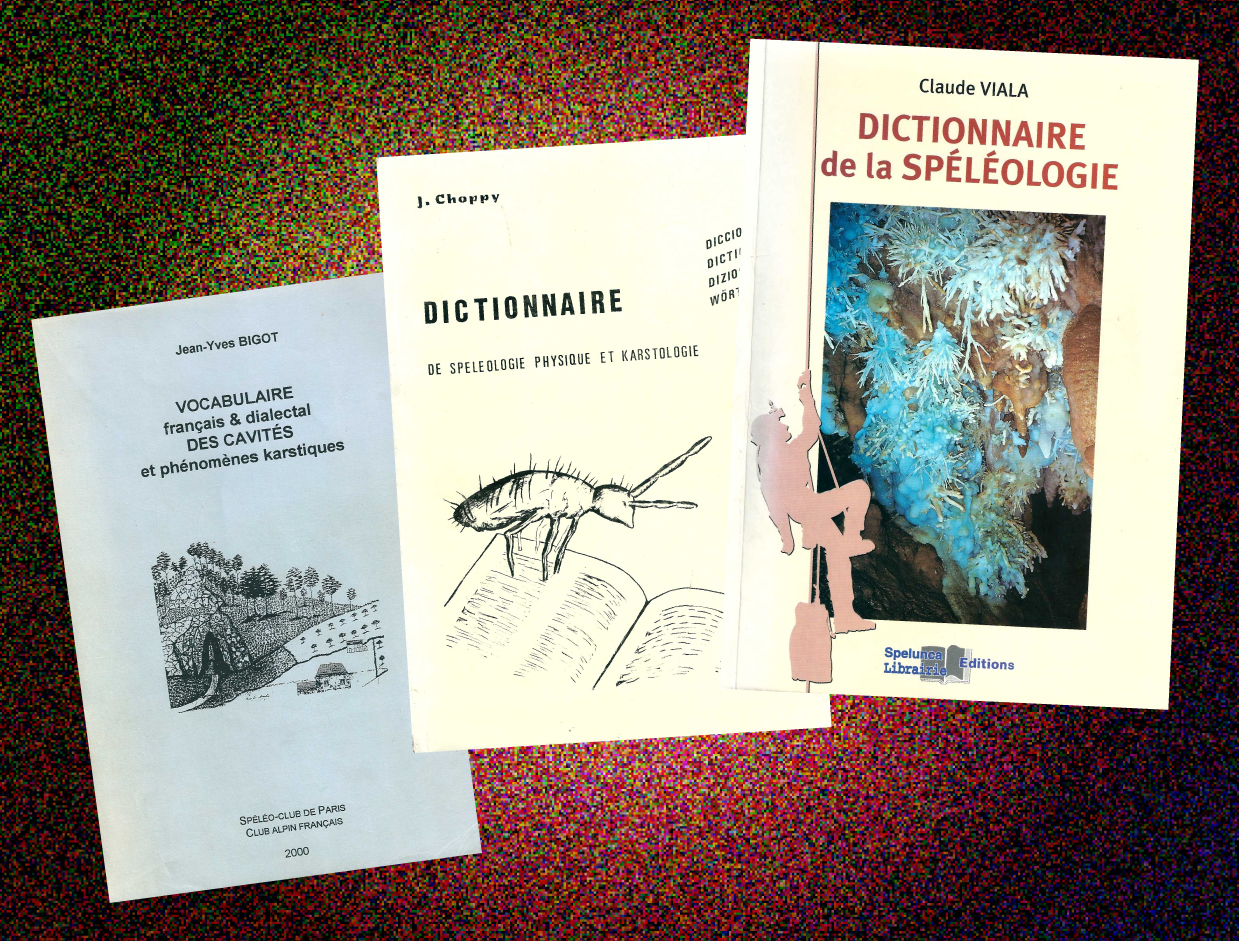
Différentes couvertures de dictionnaires et lexiques français de spéléologie.

Cette page présente par ordre alphabétique les termes spécifiques à l’exploration des cavernes, pour la spéléologie, la préhistoire ou les sciences de la Terre. La terminologie de l’exploration souterraine est souvent composée d’analogies et peut présenter un caractère imprécis pour certains mots, par exemple les termes « salle » ou « puits » correspondent à des espaces indéfinis s’ils ne sont pas précisés et décrits. Voir aussi :
- Spéléologie (techniques) : pour le vocabulaire ayant trait à la progression sous terre, aux matériels employés et aux techniques mises en œuvre ;
- Vocabulaire de l’escalade et de l’alpinisme : pour les techniques ayant trait à la progression sur roche ;
- Spéléothème : pour une plus ample nomenclature des formes de concrétions ;
- Plongée souterraine : pour d’autres termes spécialisés en lien avec la plongée ;
- Topographie spéléologique : pour la topographie souterraine, les outils utilisés et les techniques topographiques.

Les techniques de progression évoluant rapidement, nous ne mentionnons les dispositifs que s’ils peuvent se trouver dans la littérature classique.
- Haut – A
- B
- C
- D
- E
- F
- G
- H
- I
- J
- K
- L
- M
- N
- O
- P
- Q
- R
- S
- T
- U
- V
- W
- X
- Y
- Z

## A
agrèstout dispositif fixé à la roche permettant de progresser verticalement, principalement composé de cordes et d’échelles souples, à l’exception des treuils.
anneau à vachessorte d’anneau se fermant par une bague à vis, pouvant remplacer un mousqueton dans une attache fixe ou servir de maillon rapide. Ils sont très résistants mais ils ont pour inconvénient de nécessiter une clé plate lorsqu'ils sont oxydés ou qu’ils ont forcé.
anneau italien ou maillon italienpetit anneau à ouverture en double biseau, uniquement destiné à la fixation d’échelles souples. Ils vont toujours par double paire pour des raisons de sécurité.
aventerme occitan, aven Armand, aven d’Orgnac, voir gouffre.

## B
baïonnette (en)progression présentant deux ou plusieurs virages contraires successifs. Une chatière en baïonnette est particulièrement difficile et aventureuse lors du premier franchissement.
béquet ou bitoniausaillie de la roche permettant l’appui ou l’amarrage d’agrès. Ces mots sont corrects en français.
boîte à lettres (en)pour une chatière ou une étroiture, non seulement l'orifice est surbaissé, mais l'entrée se trouve en hauteur, même médiocre, cette disposition est un sévère handicap pour y pénétrer.
bouillonémergence non pénétrable temporaire formant un geyser pouvant atteindre 2 m de hauteur à Delut. Également résurgence des Bouillons à Lavincourt. Pour les sources de la Touvre (Charente) on trouve le bouillant, ces noms avec leurs variantes régionales sont répandus.
boyaulongue galerie relativement étroite et basse, malcommode.
brise-rocheprocédé pour fracturer la roche afin d’élargir les passages, soit par pétardage, soit par coins ou ciment expansif, lorsque le marteau-piqueur ne suffit plus.

## C
cairnamas de pierre réalisé par des explorateurs pour servir de point de repère.
calbombe ou calebombelampe à acétylène, éclairage principal couramment employé en spéléologie jusqu'à ce qu’il soit peu à peu détrôné par l’éclairage électrique à diodes, plus léger et qui offre des durées d’utilisation acceptables.
calciteconcrétion ou dépôt de carbonate naturel de calcium, généralement cristallisé et de couleur blanche ou ocrée.
casqueil n’y a pas de spéléologie, même modeste, sans casque, il est devenu emblématique de l’activité souterraine. Principalement, le casque porte l’éclairage frontal électrique, acétylène ou combiné. Le casque portant toujours la jugulaire, protège des chutes de pierres, de matériel ou des chocs en cas de glissade ou de chute, la moindre progression provoque des chocs à la tête avec des aspérités qu’il est difficile de distinguer et d’éviter. Les casques sont désormais en matière synthétique et doivent comporter une coiffe à lanières pour l’aération. Souvent, sous la coiffe se loge une couverture de survie pliée.
cavernecavité souterraine ayant, d’une façon ou d’une autre, un rapport avec l’Homme. Une caverne peut être naturelle ou artificielle, elle peut être une grotte que l’Homme a considérée, par exemple pour receler des animaux ou des légendes.
cavernementglobalement, c’est la formation d’une caverne ; plus spécialement, c’est un indice de l’intensité du développement des cavités dans une roche ou un massif. Exemple : le cavernement des laves de Hawaï.
cavernicoleanimal ou végétal vivant sous terre. Il existe une nomenclature précise selon que les êtres vivants se trouvent exclusivement ou occasionnellement dedans ou ne vivent qu’à l’ombre près des entrées, voir troglodyte, troglobie, trogloxène, troglophile.
cavitétout type de vide souterrain, y compris artificiel.
CDS + n° départementen France, Comité départemental de spéléologie, instance départementale de la Fédération française de spéléologie. Le CDS 46 représente le Lot, le CDS 24 la Dordogne, le CDS 64 les Pyrénées-Atlantiques. Il n’est pas nécessaire que le département soit karstique pour qu’il y ait un CDS organisé.
chatièrepassage difficile très étroit et surbaissé, qui ne peut être franchi qu’en rampant. On peut parler de chatière descendante, remontante ou en baïonnette en boîte à lettres, etc.
cheminéepuits remontant, généralement peu large.
choux-fleursconcrétions en pelotons crépus se développant par plaques sur les parois, rappelant la forme et la couleur du chou-fleur. Outre son intérêt ornemental, les galeries et les passages « dans les choux-fleurs » sont redoutés car ils sont abrasifs pour qui ne mettent pas de gants ou de genouillères.
clochese dit d’un profil de puits ou de rotonde évasé vers le bas. ◊ Un puits en cloche. Une cloche dans un plafond est une forme d’érosion en coupole. Dans un cours d’eau souterrain une cloche noyée est susceptible de retenir de l’air ou un gaz.
cluzeaunom des souterrains refuges taillés dans la roche, parfois en paroi. Beaucoup de cluzeaux proviennent de parties de grottes retaillées.
colonne stalagmitiquestalactite ayant rejoint la stalagmite et formant une colonne ou un pilier continu du sol au plafond, spéléothème.
concrétionagrégation de matières qui se solidifient, souvent en se cristallisant. Sous terre, c’est la calcite et l’aragonite qu’on retrouve le plus souvent sous diverses formes, décrites en spéléothèmes. Cependant d’autres minéraux peuvent concrétionner, le gypse en particulier.
conduite forcéegalerie montrant par la disposition des sédiments au sol et les traces d’érosion des parois, que lorsqu'elle se met en charge, l’eau occupe tout le volume avec un débit puissant.
coordonnéesles coordonnées géographiques ou locales permettent de mémoriser les emplacements des objets spéléologiques. 
Les coordonnées locales se réfèrent à un point donné du système observé, par exemple l’entrée d’une grotte, s’y rattache alors la topographie de la cavité ou de l’ensemble des cavités ; exemple : la cote – 32 m. 
Les coordonnées géographiques permettent un repérage sur carte et l’établissement de fichiers. La tradition veut qu’on utilise en France les coordonnées Lambert I, II, III et IV, car elles sont compatibles avec la cartographie actuelle (croisillons de la grille kilométrique sur les cartes de l’IGN du 1/25000). Cependant, le relevé peut se faire en coordonnées du GPS dans le système WGS 84 en degrés, la conversion se fait directement ou ultérieurement avec une grande précision. À l’étranger, on doit connaître les systèmes de projection des cartographies nationales pour le transfert sur fond de carte local, à défaut, retenir le point WGS 84 qui est universel.
cordelettecorde synthétique de diamètre de 8 mm ne pouvant pas être homologuée relativement aux normes européennes
cordellecorde synthétique de diamètre inférieur à 6 mm.
coups de gougeterme courant pour désigner les vagues d’érosion en cupules sur les parois de certains cours d’eau souterrains, actifs ou fossiles. Cette formation caractéristique des calcaires à grain régulier peut se trouver aussi sur la glace. Les cupules semblent se former par des micro-turbulences dans le film d’eau en contact avec la roche (cavitation). Leur taille varie selon la vitesse du courant, leur asymétrie indique le sens d’écoulement, l’abrupt du creux de la cupule se trouve vers l’amont. La thèse de l’action chimique de l’eau acide est privilégiée par rapport à l’action mécanique. La combinaison des deux effets est certaine, en particulier dans les grottes naturellement riches en gaz carbonique et humique qui se dissolvent dans le film d’eau de condensation, préparant ainsi un enlèvement mécanique lors des crues avec des eaux chargées. Cependant il convient d’être encore prudent, des études sont en cours.
CPDS + nom ou n° de départementsen France, Comité pluri-départemental de spéléologie, instance départementale de la Fédération française de spéléologie appuyée sur plusieurs départements à la place de CDS. Le CPDS Alsace représente le Bas-Rhin (67) et le Haut-Rhin (68).
crevasseà moins d’un glacier souterrain, il n’y a pas de crevasses dans le karst, le terme crevasse, souvent employé dans les médias, est impropre en spéléologie qui dispose d’assez de termes précis pour désigner un creux dans la roche. Il est réservé à la glace et tous les creux temporaires. En général, on en parle faussement pour les accidents dans des gouffres qui n'ont pas été sécurisés, en station de ski par exemple.
CSR + lettreen France, Comité de spéléologie régional, instance régionale de la Fédération française de spéléologie. Le CSR L représente le Grand Est, le CSR O l’Occitanie, le CSR C l’Auvergne-Rhône-Alpes.

## D
désobstruction ou désobtravail permettant d’ouvrir un passage existant ou supposé vers une cavité. Le passage peut être simplement colmaté par des alluvions, des dépôts de calcite, des éboulis ou être naturellement trop étroit. Pour entreprendre un tel travail il faut en premier lieu disposer d’indices suffisants, par exemple la situation par rapport à une cavité connue ou la présence de courant d’air. En théorie, la désobstruction est l’enlèvement d’obstructions, alluvions, rocailles, concrétions, etc. dans les rapports spécialisés on peut trouver le terme de forcement, lorsqu'il s’agit d’élargir un passage en attaquant la roche en place.
deuille ou dœuilledans le Toulois, source abondante et pérenne alimentée par un ruisseau souterrain. Deuille au Renard, deuille de Crézilles, deuille d’Ochey, etc. Voir doux.
déviation (ou dév)lors de la pose d’une corde dans un puits, le spéléologue qui équipe doit veiller à ce que la corde ne touche pas la roche en place. Au cas où cela arrive, il convient alors de mettre en place un amarrage intermédiaire (voir fractionnement) ou une déviation. Dans ce cas la corde est écartée de la roche par une cordelle et un mousqueton, le tout étant appelé le déviateur. La corde n’est pas « fractionnée » et reste d’un trait sans nœud. À la descente comme à la montée, le passage d’une déviation se fait en ôtant le déviateur pour le positionner respectivement au-dessus ou en dessous du spéléologue et ne nécessite pas de se longer et d’ôter ses appareils de progression comme c’est le cas du passage d’un fractionnement.
diaclasefracture naturelle entre une ou plusieurs limites de strates ; généralement, une diaclase est à peu près verticale. Pour permettre le passage il faut que l’eau l’ait élargie, car une diaclase est une faille sans déplacement. Par assimilation, les spéléologues parlent de diaclase pour toute galerie rectiligne bien plus haute que large.
dolinedépression fermée d’un terrain calcaire, en entonnoir ou en cuvette. Les dolines se forment par l’effondrement de cavités inférieures et jalonnent un cours d’eau souterrain ou fossile. Une doline de plus vastes dimensions est un poljé.
doux ou doutzdans les pays de langue d'oc : source pérenne abondante, du latin ductus. Exemple, la doux de Coly (La Cassagne, 24).
draperieconcrétion descendante en forme de rideau, elle sera plus ou moins ondulée selon l’arête ou la fissure du plafond sur laquelle elle s’est développée, spéléothème.

## E
émergencesource, sortie d’eaux souterraines.
entonnoiren terrain karstique, trou aux bords évasés où se perdent ou se sont perdues (il peut aussi être sec) les eaux de ruissellement ; synonyme de gouffre en Ardenne.
étroiturepassage très étroit latéralement mais franchissable. Synonymes employés : étranglement, goulot, chatière, boîte-aux-lettres.
éventen karstologie, il s’agit d’un orifice communiquant avec un cours d’eau souterrain susceptible d’évacuer le trop-plein lors de crues. Lorsque le réseau est fossile, le terme peut être donné par analogie à un orifice secondaire censé remplir ce rôle.
excentriqueconcrétion ayant un profil sinueux ou buissonnant, plus ou moins compliqué, spéléothème.
explosifs en spéléologie, ce terme est employé à tort pour parler de pétardage ou pétardement, en anglais blasting, la quantité d'explosifs étant minime, mesurée pour un effet local sans provoquer d'effondrements. Toutefois, cette opération est obligatoirement confiée à un équipier artificier breveté, agréé par la préfecture, et dont le stock d'artifices est sécurisé et contrôlé par la gendarmerie, comme pour les carriers. Le principal danger est la toxicité des explosifs eux-mêmes, mais surtout la nocivité des gaz d'explosion en milieu humide.
exsurgenceterme de karstologie pour « source », dans tous les cas il s’agit de la sortie d’eaux souterraines, voir émergence ou voir résurgence. Attention, le mot exurgence, [-xu-] signifie « sortie d’eau forte ou puissante » et est souvent employé à tort par les spéléologues.
exutoirepoint de sortie d'une circulation d'eau souterraine. Il s'agit généralement d'émergences pérennes ou temporaires correspondant à un trop plein.
eydze ou leydzevoir igue

## F
FFS, Fédération française de spéléologieLa FFS est investie d’une mission de service public par le ministère de la Jeunesse et des sports. Reconnue comme association de protection de la nature, elle détient l’agrément du ministère de l’Environnement. Elle a reçu l’agrément de la Sécurité civile grâce à l’action du Spéléo secours français, voir SSF. La FFS est représentée dans les départements par les CDS et dans les régions par les CSR.
fissuremot très fréquent dans les rapports de spéléologues, mais ne correspond pas à une dimension ou forme particulière, on devra préciser s’il s’agit d’une fente, une diaclase, un joint, etc. Une zone fissurée peut être le témoin d’une roche dégradée et dangereuse.
fistuleusefine stalactite en tube, parfois longue de plusieurs décimètres, formée par la cristallisation du pourtour de la goutte d’eau ; une fistuleuse ressemble à un macaroni, et peut se former rapidement, par exemple sous la voûte d’un pont.
fluorescéinesubstance chimique à grand pouvoir colorant permettant le traçage des cours d’eau souterrains. D'autres produits, comme la rhodamine peuvent être utilisés. Ces substances en très faible dilution sont encore capables de faire réagir des capteurs grâce à la fluorescence.
fontainesource, émergence parfois aménagée.
fossedépression, doline, parfois perte en Argonne et Champagne ou émergence dans les Vosges ou simplement gouffre, cf. la Fosse Mobile, Agris (Charente).
fourcaverne ou salle dont la voûte se présente sous la forme d’un four à pain.
fractionnement (ou fractio ou frac ou fractionné en Belgique)lors de la pose d’une corde dans un puits, le spéléologue qui équipe doit veiller à ce que la corde ne touche pas la roche en place. Au cas où cela arrive, il convient alors de mettre en place un amarrage intermédiaire ou une déviation (voir déviation). Dans le cas d’un amarrage intermédiaire, la corde est alors « fractionnée » en tronçons ; cet amarrage supplémentaire est appelé fractionnement. Contrairement au passage d’une déviation, le passage d’un fractionnement nécessite de se longer dans l’amarrage puis d’ôter ses appareils de progression de la corde pour les placer sur l’autre partie, ceci à la descente comme à la montée.

## G
galeriepassage normalement praticable, continu sur une certaine distance, dont la hauteur est supérieure à la largeur. Une galerie basse, étroite et malcommode est un boyau.
gazla présence de gaz dans l’atmosphère d’une cavité est l’objet de la plus grande attention. Si la plupart des grottes présentant un courant d’air n’ont aucun problème, les grottes sous couvert végétal et avec un courant d’air absent sont susceptibles de receler une certaine proportion de gaz carbonique. Au-delà de 3 % de CO2, le séjour sous terre devient dangereux, si le CO2 n’est pas toxique, il agit par privation d’oxygène (anoxie). Plus rarement, d’autres gaz toxiques peuvent intervenir. Dans le langage familier, « le gaz » est aussi le vide en dessous. ◊ Il y a du gaz !
glacière naturellecavité naturelle permettant la conservation de la glace.
glou-glouendroit où l’eau s’écoule en émettant un son proche d’un gargouillis.
griffonpetit orifice d’émergence individualisé et localisé
grottecavité souterraine à dominante horizontale, sans préjuger de l’amplitude, de la profondeur ou de la nature du terrain, pourvu qu’elle soit pénétrable par l’Homme.
gouffreen terrain karstique, accès vertical de caverne profonde. La plupart des gouffres proviennent d’un effondrement de cavités inférieures, on peut alors préciser « gouffre d’effondrement ». Ce terme comporte de nombreux synonymes régionaux, abîme, fosse, aven, igue, tindoul, etc.
gourdépôt de calcite sur le pourtour d’une surface d’eau plus ou moins vaste, formant un barrage naturel. Les gours forment parfois des structures étagées de vasques ou peuvent être asséchés. Lorsque les gours sont inférieurs au décimètre on parle de microgours, spéléothème.

## I
igueTerme du Quercy et du Rouergue, voir gouffre. Dans l’est du Périgord et l’ouest du Quercy, on trouve le mot eydze, parfois °Leyze sur les cartes avec l’article agglutiné.

## J
joint de stratificationlimite entre deux strates. Le joint est parfois élargi par l’eau et pénétrable. Son caractère est le plus souvent horizontal lorsque les strates ne sont pas dressées, voire verticales.

## K
karstterme générique pour un type de relief calcaire, par analogie avec le Kras, une région de Slovénie, le mot Karst est une germanisation.
karst éponge ou karst spongiformetype particulier de formation de cavités en zone submergée ou en nappe phréatique ; après abaissement géologique du niveau des nappes, ou exhaussement des massifs, les cavités fossiles ne présentent pas les caractères habituels des systèmes karstiques cohérents et évoquent les alvéoles de l’éponge.
karstiqueadjectif relatif à tout relief ou région susceptibles d’avoir été façonnés par des eaux souterraines libres ; se rapporte au phénomène d’érosion par infiltration et dissolution de la roche. On emploie l’adjectif pseudokarstique lorsque la roche n’est pas essentiellement calcaire (grès, gypse, sel gemme, laves, etc.).
karstologiepoint de vue scientifique sur les structures karstiques ou pseudokarstiques. La spéléologie peut dépasser le domaine de la karstologie en s’intéressant à d’autres champs de recherche, comme la préhistoire ou l’étude de cavités artificielles.

## L
Lambert, projection et système de coordonnéesà partir des années 1970, les spéléologues ont enregistré leurs répertoires de cavités de préférence avec le système kilométrique Lambert, car toute la cartographie française était réalisée selon la projection conique Lambert, bien adaptée aux moyennes latitudes. Les cartes IGN de l'époque comportaient des croisillons d'un carroyage kilométrique dont les valeurs étaient portées dans les marges. Il y a donc une masse énorme de données qui portent cette notation, exemple le gouffre Lépineux : X = 346,651 Y = 3 079,017 km Z = 1720 m. Avec l'avènement des GPS, les nouvelles cartes de l'IGN ne portent plus de croisillons, aussi il faudra effectuer des conversions grâce à des applications de cartographie, car les formules mathématiques sont complexes.
laminoirpassage large mais très bas, se développant souvent sur un joint de stratification.
lapiazformation d’un terrain karstique, présentant de larges surfaces de roche à nu, particulièrement érodée en sillons plus ou moins profonds, pouvant parfois donner accès à des cavités profondes. Le principal agent d’érosion est le ruissellement de l’eau de pluie chargée d’acide carbonique.
longesangle ou corde dynamique de la longueur du bras, terminée par un mousqueton, fixée au harnais destinée à l’assurance. En spéléologie la longe est souvent double et même asymétrique pour la continuité de l’assurance lorsqu'on doit passer sur les amarrages.

## M
maillon rapidedésigne un petit anneau à vaches ou un anneau italien.
main courantecorde, câble ou tige, fixés horizontalement au-dessus d’une vire, afin d’assurer la longe lors des progressions transversales, comme avec une rampe d’escalier, mais la main courante doit être horizontale et à tension modérée pour ne pas coller aux aspérités.
mardelleen Lorraine, dépression laissée par une habitation protohistorique en cuvette, une petite mare, une tourbière ou une petite doline de quelques mètres de diamètre souvent remplie d’eau. À distinguer des entonnoirs d'obus ou d'explosions de mine en Lorraine.
marmitecuvette d’érosion, plus ou moins profonde, dans un cours d’eau souterrain. Analogie avec les marmites de géant des torrents.
mât d’escaladeéléments tubulaires rigides pouvant s’emboîter, parfois haubanés, permettant de fixer des agrès afin d’atteindre une ouverture en hauteur sans pratiquer l’escalade dans des conditions difficiles en raison de l’obscurité.
méandresinuosité de la galerie d’un cours d’eau souterrain, ou d’un cours d’eau fossile. Par extension, on donne le nom de méandre à un surcreusement du lit du cours d’eau souterrain. Le plus souvent le surcreusement est étagé et présente des profils divers, parfois problématiques.
mousqueton ou mousquifen spéléologie comme en escalade, c'est un fort anneau allongé, de forme plutôt ovale ou asymétrique destiné à la fixation ou l'amarrage, une des deux tiges latérales est constituée d'une gâchette ouvrante avec un cran de sûreté pour la fermeture, et pouvant être verrouillée par un anneau vissable. La dimension et l'épaisseur de l'anneau doit être compatible avec les accessoires, descendeur, frein, poulie… Tout autre mousqueton à lamelle ou à ressort est exclu.

## N
nœud de Gibusnœud de boucle en milieu de corde.
nouillecorde synthétique à gaine, terme familier. « Une nouille de 8 ». voir Cordes de sport. En alpinisme, le terme serait plutôt péjoratif, il représente une corde en désordre.

## O
oppositionattitude de progression en hauteur dans une galerie ou une cheminée suffisamment étroites pour qu’on s’appuie sur les parois opposées. On évite de descendre dans un puits ou une diaclase mal connus en opposition.

## P
parpainggrosse pierre, bloc de roche susceptible de tomber ; une verticale « parpine » lorsque des pierres tombent dangereusement. Un gros parpaing se nomme parfois « un piano ».
parpiner v. intr.jargon de la spéléologie et de l’escalade, adopté par les travaux publics, être sujet aux chutes de pierres. ◊ Un puits qui parpine doit être purgé.
pétardage / pétardementusage mesuré des explosifs pour briser la roche sans provoquer d’effondrement.
plaquetteplaque de métal munie d’une vis pour être fixée à un spit et d’un œilleton dans lequel est accrochée la corde de progression soit directement soit à l’aide d’une mousqueton. La plaquette peut être coudée ou vrillée, voire être d’un modèle spécifique comme la plaquette Clown.
poljédépression karstique fermée. Ce mot d'origine serbo-croate est prononcé polié.
prospectionpréliminaire à la découverte et l’exploration de cavités. La prospection consiste en l’examen minutieux d’un massif susceptible de receler un potentiel de cavernement. On procède par observation des indices karstiques sur les cartes et sur le terrain : exsurgences, pertes, lapiaz, dolines, etc. Il faut aussi effectuer des enquêtes auprès des habitants, selon les indications relever les courants d’air saisonniers et éventuellement les exsurgences de crues.
pseudokarstforme de karstification dans des roches non carbonatées résultant de processus et phénomènes similaires à ceux du karst affectant les calcaires.
puitsgalerie verticale. Par extension, on désigne par puits une descente verticale, même sur les marges d’un gouffre ou d’une salle, lorsqu'on doit se servir d’agrès. Dans les rapports, les spéléologues abrègent en « verticale », dans tous les cas ce terme n’est employé que lorsqu'il ne peut y avoir de confusion avec un puits artificiel.
purgeropération qui consiste à nettoyer une verticale pour limiter les chutes de pierres. Pour purger un puits, il est logique de commencer par le haut, en ne laissant pas traîner ses propres agrès en dessous. Dans tous les cas, il est prudent de vérifier que les déblais n’obstruent pas la suite, surtout s’il y a des spéléologues en aval.

## R
relaisressaut, vire, redan, palier ou plateforme utilisable dans un grand puits pour fractionner la descente. Parfois un équipier doit « rester en relais » pour aider à la manœuvre de descente ou de remontée de matériel.
remplissagematériau naturel, parfois provenant d’apports humains ou animaux, obstruant totalement ou en partie les galeries fossiles ; ce sont des alluvions, et plus généralement de l’argile.
ressautpetit palier qui interrompt un plan vertical ; rupture de pente. Les ressauts d’un puits peuvent être aménagés en relais.
réseausystème karstique distinct de galeries actives et fossiles dont la continuité a été avérée par l’exploration ou l’expérimentation (mesures, analyses, coloration). Plusieurs réseaux peuvent voisiner dans un massif karstique sans communiquer. Dans un réseau, on peut désigner des « sous-réseaux », en parlant par commodité du réseau fossile et du réseau actif.
résurgencec’est une exsurgence dont on connaît une partie en amont et qui a été révélée par l’observation, par exemple par une coloration.

## S
salleespace souterrain présentant un élargissement plus ou moins notable de la galerie, et dont le sol n’interrompt pas le cheminement sans agrès. Certains espaces sont qualifiés de salles lorsqu'on peut se tenir debout, d’autres se mesurent en dizaines de mètres. La salle de la Verna, dans le réseau de la Pierre-Saint-Martin, avec 255 × 245 × 180 m, est actuellement la plus vaste de France.
sanglecourroie en fibre synthétique très résistante, elle est souvent utilisée en spéléologie pour les accrochages et amarrages.
scialetterme dialectal désignant les gouffres ou dépressions de surface dans le massif du Vercors (Isère & Drôme, France).
siphongalerie d’un cours d’eau souterrain entièrement noyée, nécessitant l’utilisation de matériel spécial de plongée ou de pompage, voir Plongée souterraine et voûte mouillante.
sourceterme à employer de préférence pour toute sortie d’eau lorsqu'on ne peut documenter la provenance, éviter résurgence si on n’est pas certain d’une partie du cours amont. Voir ci-dessus exsurgence.
souterraintout type d’ouvrage sous le sol, en spéléologie on précise « souterrain artificiel ». L’adjectif souterrain, -e, s’applique aux cours ou phases sous la terre d’un élément ordinairement aérien, une rivière, un séjour, un campement, etc.
spéléismeactivité physique souterraine orientée vers la performance collective ou individuelle, ou le tourisme souterrain. Le canyonisme (ou canyoning) représente un spéléisme à ciel ouvert. Le spéléisme est de l’alpinisme sous terre. Un spéléiste est un randonneur souterrain.
spéléodromesite souterrain, généralement anthropique, « aménagé » et utilisé comme site école d’entraînement et de découverte de la spéléologie. Le premier réalisé est le spéléodrome de Nancy ouvert en novembre 1991. Le terme a été inventé par Daniel Prévot, le préfixe spéléo faisant référence à la spéléologie, alors que le suffixe drome signifie ici terrain aménagé, comme c’est le cas dans aérodrome.
spéléologieactivité souterraine orientée vers la connaissance des cavernes, documentaire ou scientifique. Plusieurs domaines d’étude sont représentés, la karstologie (branche de la géographie), la géologie, l’hydrologie, l’hydrogéologie, la zoologie, l’archéologie (dont la préhistoire), d’autres comme la glaciologie ou la volcanologie peuvent s’y rattacher.
spéléométrietechnique de mesure des particularités dimensionnelles des cavités souterraines.
spitcheville expansive autoforante de la marque éponyme, possédant un pas de vis intérieur. Le spit est plutôt employé que le piton dans la fixation d’attache pour les agrès. Toutefois, l’emploi sous terre doit être fait avec discernement car la sécurité dépend de la consistance de la roche. Une vis permet de fixer une plaquette portant un œilleton pour anneau ou mousqueton.
spulgagrotte fortifiée dans les Pyrénées, notamment dans le Haut-Sabarthès, Ariège. Le mot, écrit encore spoulga, vient du vieil occitan, lui-même issu du latin spelunca, caverne.
SSF, Spéléo secours françaiscommission de la FFS grâce à laquelle celle-ci dispose de l’agrément national de sécurité civile
stalactiteconcrétion descendante, le plus souvent de calcite, spéléothème.
stalagmiteconcrétion montante, le plus souvent de calcite, spéléothème.
stratecouche de roche sédimentaire homogène continue, dont l’épaisseur peut aller de quelques centimètres à plusieurs mètres. Dans un relief tabulaire les strates sont horizontales. Par contre, les strates s’inclinent, se redressent, voire se renversent, se fracturent, selon les plissements et accidents tectoniques.
suçoirsynonyme de perte active, mais noyée, localisée et impénétrable ; soit parce que ce sont des fissures, ou alors des sédiments perméables. S’emploie aussi pour le point le plus bas d’une doline.
système souterrainconfiguration souterraine comportant tous les éléments appartenant à un même ensemble de réseaux d’un massif. Un système hydrogéologique souterrain comprend éventuellement les pertes, les résurgences, les cours d’eau et leurs affluents, les galeries fossiles et actives, pénétrées ou non, ainsi que tous les accès et les indices extérieurs, dolines, effondrements, etc.

## T
topofildispositif muni d’un compteur permettant d’estimer rapidement la longueur d’un parcours en déroulant un fil de lin tout en progressant. Le seul inconvénient est la pollution visuelle du site et le coût du dispositif.
topographie ou toporelevé en trois dimensions d’une cavité. La technique la plus courante est le relevé en cheminement grâce aux coordonnées polaires (angles et distance), transformées en coordonnées rectangulaires locales (x, y, z) ensuite. Un premier relevé est dit exploratoire, il se compose d’une simple ligne brisée, dite cheminement de reconnaissance. Par la suite un réseau plus dense de visées s’y rattache avec les détails, coupes transversales de galeries, profils de salles, toponymie, puis une expression en plan, en coupe développée, ou même en image de synthèse sous forme tridimensionnelle. L’instrument principal est le compas de relèvement (boussole) et le décamètre ou distancemètre laser. La topographie est une spécialité rare très appréciée en spéléologie.
traverséeparcours souterrain praticable, reliant deux issues de grottes distantes démontrant qu’elles appartiennent à un même réseau.
trémieéboulis provenant d’un orifice communiquant avec la surface ou un étage supérieur. Les trémies se présentent sous la forme d’un cône de matériaux éboulés, elles bouchent parfois les galeries et doivent éventuellement être l’objet d’une désobstruction souvent délicate.
treuiléquipement rarement utilisé de nos jours en spéléologie. Toutefois, des treuils légers spéciaux peuvent intervenir dans les cas d’urgence, par exemple pour les sauvetages souterrains. Les treuils ont beaucoup servi au XXe siècle, avec leur triste apogée au gouffre Lépineux où ils ont clairement montré leurs limites.
trouterme générique pour toute cavité souterraine. Synonyme de gouffre, grotte, aven, etc.
trou de serrure (en)profil d’un passage ou d’une galerie, lorsqu'il y a un plafond plus ou moins arrondi dans un passage praticable, et en dessous un resserrement ouvert au sommet d’un méandre de profondeur indéterminée. Il est prudent de bien choisir de passer en dessus ou en dessous.
tyroliennecorde ou câble fixe tendu obliquement permettant de guider par l’intermédiaire d’un mousqueton ou d’une poulie, les charges tractées ou soutenues par une corde dans les puits présentant des aspérités ou obstacles sur les parois. Synonyme local « trolley ». Jamais utilisée pour les personnes, sinon pour une civière pendant les secours. Toutefois, en 2013, lors du congrès du 50e anniversaire de la FFS à Millau, le SSF a expérimenté à l’air libre la plus longue tyrolienne sur corde du monde (2 164 m).

## V
vauclusienneadjectif féminin s’appliquant à une source ou exsurgence qui émerge verticalement d’un gouffre sur le modèle de la source de la Sorgue à Fontaine-de-Vaucluse.
verticaletout passage vertical dans la coupe d’une grotte, gouffre, puits ou ressaut dans la progression, nécessitant des agrès. Désormais, la plus grande verticale souterraine dépasse les 500 m. La plus grande verticale absolue française se trouve dans le gouffre d’Aphanizé (Arbailles, 64), avec 328 m.
viaillefissure karstifiée vraisemblablement créée par fantômisation au Cénozoïque du domaine souterrain de Savonnières-en-Perthois que les carriers ont recoupée à plusieurs reprises. Dans quelques cas une viaille a donné naissance à un gouffre explorable par l’Homme (Grande viaille, viaille des Fistuleuses, gouffre de la Sonnette, gouffre de l’Avenir, etc.).
vireen spéléologie, c’est un ressaut étroit et allongé, plus ou moins horizontal, sur lequel on peut progresser latéralement, parfois en l’équipant d’une main courante. En montagne, c’est une terrasse sur un escarpement.
voûte mouillante ou rasantese dit lorsque la voûte de la galerie contenant une rivière souterraine vient toucher la surface de l’eau, parfois localement, permettant le passage sans équipement de plongée, sinon on parle de siphon.
X, Y, Z, coordonnées des cavitésen France, les dizaines de milliers de cavités se repèrent grâce à leurs coordonnées relevées grâce aux cartes, bien avant l’arrivée des GPS, X et Y ne doivent pas se confondre avec longitude et latitude, Z représente l'altitude en mètres. Aussi, selon les auteurs, les coordonnées étaient calculées en fonction des cartes en projection plane disponibles et leurs carroyages kilométriques particuliers, soit Lambert I, II ou III le plus souvent, soit UTM. Désormais, les cartes de l’IGN ne marquent les amorces de leur carroyage que dans les marges, aussi le repérage est plus difficile si on doit se passer du GPS.
WGS 84, dit du GPSsystème de coordonnées géographiques. Il y a une page WGS 84 spécialisée, mais le spéléologue non expert peut se contenter de comprendre que ce système est universel et ne se réfère pas à une projection plane sur carte comme les systèmes Lambert ou UTM. Toutefois, la conversion peut se faire instantanément avec les applications actuelles. Son grand avantage est d’être universel, son inconvénient est qu’il faut bien faire attention de distinguer les longitudes négatives des positives dans le voisinage du méridien d’origine, celui de Greenwich. Pratiquement, le problème ne se pose en France que dans les Pyrénées, longitudes positives à l’est ou négatives à l’ouest de Gavarnie, comme pour le massif de Ger ou la Pierre-Saint-Martin. On utilise de préférence les degrés décimaux, la précision s’exprimant avec le nombre de décimales, de l’ordre du mètre à la 5e décimale environ. L’autre avantage est d’obtenir la position instantanément dans les applications internet (Géoportail, Google, Wikipédia, etc.). Exemple de notation : pour le gouffre Lépineux : 42.96798 , -0.76933 en degrés décimaux. On peut remarquer le point décimal et la virgule comme séparateur, le moins devant la longitude signifie que le gouffre Lépineux est à l'ouest du méridien 0°, au-delà, on ne met rien, exemple, grotte de Lascaux 45.05375 , 1.17093 degrés décimaux, le nombre de décimales est indifférent et dépend de la précision qu'on apporte ; à Lascaux (45e parallèle) la 5e décimale représente 111 cm en Y et 78 cm en X.